# Erkki Leikola
Erkki Ensio Leikola (till 1907 Leidenius), född 14 augusti 1900 i Artsjö, död 29 juli 1986 i Helsingfors, var en finländsk företagsledare, kemist och politiker.
Leikola avlade studentexamen 1918, blev medicine kandidat 1922, medicine licentiat 1927 och medicine och kirurgie doktor 1929. Han utnämndes 1938 till tillförordnad professor i farmaceutisk kemi vid Helsingfors universitet och var ordinarie professor 1941–1967. Han gjorde betydelsefulla insatser som forskare inom lipidkemin. Vid sidan av sin akademiska gärning var Leikola 1933–1951 vd för läkemedelsbolaget Orion, som under hans tid utvecklades till landets ledande läkemedelstillverkare.
Efter andra världskriget gick Leikola med i politiken och var 1945–1951 och 1954–1962 riksdagsledamot för samlingspartiet. Som medlem av Helsingfors stadsfullmäktige 1954–1968 var han länge ordförande för sjukhusnämnden. År 1957 utsågs han till ordförande för Helsingfors universitetscentralsjukhusförbund och kom som medlem av dess byggnadskommission att medverka till planeringen av sjukhusområdet i Mejlans.
Leikola författade en historik i tre delar över släkten Leidenius/Leikola.
Han var far till zoologen Anto Leikola samt till direktören för Finlands Röda Kors blodtjänst Juhani Leikola.